# Lago di Levico
Il lago di Levico è un lago del Trentino. Si trova nel comune di Levico Terme, località termale, e nei pressi del lago di Caldonazzo, da cui è separato dal colle di Tenna.

## Geografia
Le sue sponde ospitano un lido e un annesso parco, nonché caratteristici canneti. Il lago è sufficientemente esteso per garantire una relativa mitigazione del clima, specie nella zona più vicina ad esso.

## Idrografia
Il lago di Levico si è formato in tempi relativamente recenti, a causa dello sbarramento alluvionale del tratto di valle compreso fra il colle di Tenna e la Canzana da parte del rio Vignola e del rio Maggiore, gli unici immissari esclusi alcuni ruscelli spesso senza nome, eccetto il cosiddetto Marlezzo che segnava, storicamente, il confine fra Levico e Pergine.

## Turismo
Per l'anno 2013 il Lago di Levico, unico nella regione Trentino Alto Adige, ha ottenuto il prestigioso riconoscimento internazionale Bandiera Blu della FEE (Foundation for Environmental Education), grazie alle limpide acque, alla spiaggia e alle politiche di gestione turistico-ambientali ecosostenibili di questa risorsa da parte del comune di Levico Terme.